# Щербаков, Салават Александрович
Салава́т Алекса́ндрович Щербако́в (баш. Салауат Александр улы Щербаков; род. 15 января 1955, Москва, СССР) — советский и российский скульптор, педагог, профессор.
Академик РАХ (2012; член-корреспондент 1995). Народный художник РФ (2011). Член Союза художников СССР с 1980 года.
Автор более 40 монументальных композиций.

## Биография
Родился в 1955 году в Москве.
Отец — Александр (Давлетхажи) Ишкильдин, башкир по национальности, уроженец Оренбургской области, участвовал в Великой Отечественной войне. Участник Курской битвы, Сталинградской битвы. Был сапёром; получил тяжёлое ранение, потерял глаз. По возвращении с фронта поступил в Москве в электротехнический техникум и остался в столице. Он и дал сыну такое редкое за пределами Башкортостана имя, прославленное соратником Емельяна Пугачёва, башкирским национальным героем и поэтом-сказителем Салаватом Юлаевым.
Щербаков — фамилия матери скульптора (взята после развода родителей).
Мать — Елена Сергеевна Щербакова. В роду матери много священнослужителей Русской православной церкви. В семье были скульпторы и архитекторы. Прадед Салавата Александровича — Василий Васильевич Щербаков — трудился в конторе Балашинской мануфактуры. А его сын Сергей Васильевич Щербаков работал в Белоусовской школе учителем рисования и черчения, вёл кружок изобразительных искусств в клубе хлопкопрядильной фабрики. Он окончил Московскую школу живописи, ваяния и зодчества. В 1930-х годах Сергей Васильевич участвовал в оформлении ВДНХ (ныне ВВЦ). Сергей Васильевич Щербаков — автор первого в Балашихе памятника В. И. Ленину «Рабочие — Ильичу. 1924 год».
Салават Щербаков в детстве жил в Балашихе, окончил балашихинскую среднюю школу № 5. В 1978 году окончил МВХПУ (в то время — «бывшее Строгановское»), отделение архитектурно-декоративной пластики; руководители: В. И. Дерунов, Г. А. Шульц и А. Н. Бурганов, Ю. П. Поммер, Б. К. Орлов. 
Преподавал на кафедре скульптуры Московского государственного академического художественного института им. В. И. Сурикова.
С 2003 года — заведующий кафедрой скульптуры Российской академии живописи, ваяния и зодчества И. С. Глазунова.
Является членом Общественного совета при УВД по ЦАО ГУ МВД России по городу Москве.

## Творчество
Салават Щербаков работает в жанре монументальной и станковой скульптуры классического реалистичного стиля. Архитектурно-художественная мастерская С. А. Щербакова занимается разработкой архитектурных проектов, художественным проектированием, созданием монументальной скульптуры, ансамблей памятников, разработкой архитектурно-планировочных решений реконструкции городской среды, проектированием и созданием интерьеров.
Монументальные работы Салавата Щербакова в Москве многочисленны: 17-метровый памятник князю Владимиру на Боровицкой площади (2016), памятники конструктору стрелкового оружия Михаилу Калашникову (2017), патриарху Гермогену (2013), шестнадцати патриархам, генеральному конструктору космических систем С. П. Королёву (2008); инженеру и архитектору В. Г. Шухову на Сретенском бульваре (2008); монумент «В борьбе против фашизма мы были вместе» (совместно с А. Н. Ковальчуком), изображающий водружение Знамени Победы над Рейхстагом и установленный на Поклонной горе (2010); первому министру путей сообщения П. П. Мельникову на Комсомольской площади и оформление сквера на Комсомольской площади (2003); реконструкция Аллеи воинской славы на Поклонной горе и монумент Воинам стран-участниц антигитлеровской коалиции (2005); воинам-интернационалистам на Поклонной горе (2004); легендарной советской летчице В. С. Гризодубовой (2000) на Кутузовском проспекте; жертвам теракта у гостиницы «Националь» (2005); скульптурное оформление Южного речного вокзала, парка имени 50-летия Октября и Терлецкого парка; композиция «100-летие Московской окружной железной дороги» на станции Лихоборы; А. П. Чехову в Люблине, на пересечении улиц Армавирской и Таганрогской (2014); Василию Васильковскому — полковому священнику 19-го Егерского полка, удостоенному ордена Георгия Победоносца за мужество в бою во время Отечественной войны 1812 года (Малоярославец, Калужская область, 2014).
Наиболее значительными скульптурными работами Салавата Щербакова за пределами Москвы являются: Монумент победы Красной армии над фашистской Германией в Нетании (2012), памятник Гейдару Алиеву в Баку (Азербайджан, 2005), Аллея Героев Советского Союза в Горно-Алтайске (3 бюста Героев), памятный знак, посвящённый открытию Северомуйского тоннеля на Байкало-Амурской магистрали (2004), памятник Ф. А. фон Герстнеру в Санкт-Петербурге (2007), памятник принцессе Баденской Луизе (впоследствии — русской императрице Елизавете Алексеевне) в Баден-Бадене (Германия, 2008), памятник Героям Первой мировой войны в Калининграде (2014),
К числу мемориальных и станковых работ Салавата Щербакова относятся памятники народному артисту СССР Иннокентию Смоктуновскому, К. С. Станиславскому, генералу А. И. Лебедю, народному артисту РСФСР, директору Театра эстрады Борису Брунову — все они установлены на Новодевичьем кладбище. Малые скульптурные работы С. А. Щербакова: бюст архитектора К. А. Тона в музее Храма Христа Спасителя, скульптурный портрет актрисы Веры Глаголевой; мемориальные доски Патриарху Московскому и Всея Руси Алексию I, Заслуженной артистке РСФСР Лидии Руслановой, Народным артистам СССР Е. П. Леонову, И. С. Козловскому, И. В. Ильинскому, И. А. Моисееву, Министру транспортного строительства СССР Е. Ф. Кожевникову, Министру общего машиностроения СССР С. А. Афанасьеву, Заслуженному тренеру СССР, создателю борьбы самбо А. А. Харлампиеву, Министру внешней торговли Н. С. Патоличеву, военачальнику и военному историку генерал-полковнику Л. М. Сандалову и многим другим выдающимся личностям.
Архитектурные работы мастерской С. А. Щербакова: проект интерьеров Мемориального Музея Космонавтики в Москве; проект памятных стел в городах, которым присвоено почетное звание Российской Федерации «Город воинской славы»; проекты и художественные решения интерьеров различных объектов: коттеджа «Москва» Государственного комплекса «Дворец Конгрессов» в Стрельне; культурно-делового центра «Дом Москвы» в Минске; Московского городского университета Управления Правительства Москвы; крупнейшего в Европе Центра восстановительной медицины и реабилитации Департамента здравоохранения города Москвы; а также проекты интерьеров офисных зданий и разработки интерьеров ряда частных резиденций.

### Собрания
Станковые работы Салавата Щербакова находятся в коллекциях России и за рубежом: в Третьяковской галерее, Оружейной палате Московского Кремля. Ряд работ приобрели частные галереи в Швеции, Франции, Бельгии, Голландии, США, Австралии.

### Наиболее известные работы
- Монументально-декоративное оформление Южного речного вокзала (совместно с Орловым Б.К.), Москва (1985)
- Портрет скульптора А. Г. Сотникова, Парк искусств Центрального Дома Художников (1986)
- Скульптура искусствоведа М. Алпатова, г. Москва Государственная Третьяковская галерея, Лондонская государственная галерея, Англия
- Памятник В. С. Гризодубовой на Кутузовском проспекте в Москве (2000)
- Памятник П. П. Мельникову в Москве (2003)
- Памятник строителям Северомуйского тоннеля (Северомуйский тоннель), Байкало-Амурская магистраль (2003)
- Памятник Воинам-интернационалистам на Поклонной горе в Москве (2004)
- Памятник Гейдару Алиеву в Баку (2005)
- Памятник странам-участницам антигитлеровской коалиции в Москве (2005)
- Памятник инженеру Ф.А. фон Герстнеру Витебский вокзал, Санкт-Петербург (2007)
- Памятник принцессе Баденской Луизе в г. Баден-Баден (Германия, 2008)
- Памятник В. Г. Шухову в Москве (2008)
- Памятник С. П. Королёву в Москве (2008)
- Скульптурная композиция «100-летие Московской окружной железной дороги» (2008)
- Архитектурно-планировочное решение и скульптурная композиция стелы «Город воинской славы» Стела «Город воинской славы» (Великий Новгород)(г. Владикавказ, Брянск, Елец, Ельня, Луга, Курск, Полярный, Псков, Ржев, Великие Луки, Вязьма, Архангельск, Туапсе, Белгород, Анапа, Владивосток, Колпино, Петропавловск-Камчатский, Таганрог)
- Мемориальный музей космонавтики в Москве — интерьеры (2009)
- Монумент «В борьбе против фашизма мы были вместе» на Поклонной горе в Москве (2010)
- Памятник Спасателям к 20-летию МЧС в Москве (2010)
- Монументально-декоративная композиция, посвященная Победе в Великой Отечественной войне 1941—1945 гг. в Лефортово (Москва) (2010)
- Мозаичное панно «Клятва князя Пожарского» к 1000-летию Ярославля (в соавторстве с В. И. Нестеренко) Спасо-Преображенский монастырь г. Ярославль (2010)
- Памятник воинам-железнодорожникам (2011)
- Памятник Габдулле Тукаю (Москва) (2011)
- Скульптурная композиция «Георгий Победоносец» на территории Ленинградского и Ярославского вокзала (Москва) (2011)
- Памятная стела «Шагнувшим в Бессмертие» — памяти погибших сотрудников УВД по ЦАО ГУ МВД России по г. Москве (Москва) (2011)
- Памятник К. А. Тону y Ленинградского вокзала в Москве (бюст создан в 2011, установлен в 2013)
- Памятник Петру Столыпину в Москве (2012)
- Памятник Александру III (Новосибирск) (2012) Памятник Александру III (Новосибирск)
- Монумент победы Красной армии над фашистской Германией в Нетании (2012)
- Композиция «Памяти героев Отечественной войны 1812 года» (2013)
- Памятник патриарху Гермогену в Москве (2013)
- Памятник Александру I в Москве (2014)
- Памятник А. П. Чехову в Москве, Люблино (2014)
- Памятник Прощание славянки (памятник) на территории Белорусского вокзала (2014)
- Памятник 100-летию дальней авиации России, сквер Девичьего поля (Памятник Дальней авиации (Москва)) (Москва) (2014)
- Памятник «Благодарная Россия героям Первой мировой войны» Калининград (2014) Памятник героям Первой мировой войны (Калининград)
- Мемориал узникам фашистского пересыльного лагеря «Дулаг-184» Вязьма (2014)
- Памятник Ополченцам Замоскворечья в Москве (2015)
- Памятник «вежливым людям» в Симферополе (2016)
- Путь возрождения народов Крыма (2016)
- Памятник Владимиру Великому (Москва) (2016)
- Памятник маршалу А. М. Василевскому в Хабаровске (2016)
- Бюст почетному гражданину Орла великому князю Михаилу Александровичу Романову в Орле (2016)
- Памятник трем патриархам Иову, Тихону, Гермогену, Храм Христа Спасителя в г. Москве (2017)
- Памятник Михаилу Калашникову в Москве (2017)
- Бюст Олега Табакова в МХТ им. Чехова (2018)
- Памятник народному артисту СССР Ульянову М. А. (Ульянов, Михаил Александрович) в г. Омске (2018)
- Памятный знак «Триумф Российского флота» в г. Кронштадт (2018)
- Памятник Н. В. Склифосовскому в Москве (2018) (ул. Большая Пироговская, 6, с. 8)
- Скульптурная композиция «Самбо — наука побеждать» (2020)
- Монумент, посвященный увековечению памяти железнодорожников — участников ВОВ и тружеников тыла на Комсомольской площади в г. Москве (2020)
- Памятник Славскому Е. П. (Славский, Ефим Павлович) к 75-летию атомной промышленности (2020)
- Тематические рельефы. Главный храм Вооружённых сил Российской Федерации (2020)
- Скульптурная композиция «Памятник Матери», Республика Карелия, г. Петрозаводск (2020)
- Проект памятной стелы «Петрозаводск — город воинской славы», бронзовые тематические рельефы, Республика Карелия, г. Петрозаводск (2020)
- Памятник посвященный подвигу медицинских работников в борьбе с COVID-19 (2021) (Москва, ул. Большая Пироговская 2с1)
- Бюст Митрофана Неделина в Балашихе (2020)
- Мемориальный камень Юрию Лужкову в музее-заповеднике «Коломенское» (2021)
- Бюст Дважды Герою Советского Союза генерала армии Белобородова А. П. (Белобородов, Афанасий Павлантьевич), Московская обл (2020)
- Памятник-бюст Герою Советского Союза генерала армии Троян Н. В. (Троян, Надежда Викторовна), Москва (2020)
- Скульптурные барельефы на станции метро Давыдково Московского метрополитена (2021)
- Бюст Н. Я. Данилевскому в г. Ливны Орловской области (2022)
- Памятник Герою Российской Федерации генерал-майору Шаймуратову М.М на Советской площади г.Уфы (2022)

- Памятник Петру Столыпину в Москве
- Памятник принцессе Баденской Луизе в Баден-Бадене, Германия
- Памятник П.П.Мельникову в Москве
- Памятник Гейдару Алиеву в парке его имени в Баку, Азербайджан
- Памятник Ф.А. Герстнеру в Санкт-Петербурге
- Общий вид Аллеи космонавтов после реконструкции
- Аллея космонавтов - модель Солнечной системы с гномоном
- Интерьеры Мемориального Музея Космонавтики ВДНХ (2009)Музей космонавтики (Москва)
- Интерьеры Мемориального Музея Космонавтики ВДНХ (2009) Музей космонавтики (Москва)
- Аллея космонавтов - глобус с цитатами К.Э.Циолковского
- Мемориальная доска Лидии Руслановой
- Памятник Александру I (Москва)
- Памятник «вежливым людям»
- Памятник Владимиру Великому (Москва)
- Памятник  Владимиру Великому в Москве (Памятник Владимиру Великому (Москва) на Боровицкой площади. Фрагмент фигуры (2016)
- Памятник Дальней авиации (Москва)
- Прощание славянки (памятник)
- Прощание славянки (памятник)
- Метро "Давыдково" Скульптурные барельефы над экскалатором
- Метро "Давыдково". Скульптурные барельефы платформенном зале.
- Памятник патриарху Гермогену в Александровском Саду
- Памятник Н.В. Склифосовскому в Москве (ул. Большая Пироговская 6с8)
- Памятник героям Первой мировой войны (Калининград)
- Памятник Габдулле Тукаю (Москва)
- Мемориал советским военнопленным, погибших в пересыльном лагере "Дулаг - 184" Вязьма (2014)
- Памятная стела в честь окончания строительства и с мемориальной табличкой о погибших строителях, установленная у восточного портала тоннеля (Северомуйский тоннель) (2003)
- Памятник Александру III (Новосибирск) (2012) Памятник Александру III (Новосибирск)
- Памятник Победы (Нетания) (2012)
- Памятник Победы (Нетания) фрагмент (2012)

Памятник Шаймуратову(Уфа) (2022)

## Награды
- 1997 — Медаль «В память 850-летия Москвы».
- 1998 — Заслуженный художник Российской Федерации (14 ноября 1998 года) — за заслуги в области искусства[12].
- 2009 — национальный приз в области дизайна «Виктория» на XVII Всероссийской выставке-конкурсе «Лучшая работа года в области дизайна. Дизайн 2009» за разработку и реализацию проекта интерьеров и экспозиции Мемориального музея космонавтики в г. Москве.
- 2009 — премия первой степени Центрального федерального округа в области литературы и искусства (в номинации «Изобразительное искусство»).
- 2010 — золотая медаль Международной ассоциации союза архитекторов за проект интерьера и экспозиции Мемориального музея космонавтики.
- 2010 — премия Правительства Москвы в области литературы и искусства за «Проект художественного решения интерьера и экспозиции Мемориального музея космонавтики».
- 2011 — Почётная грамота Правительства Российской Федерации (16 мая 2011 года) — за большой вклад в создание монумента «В борьбе против фашизма мы были вместе», открытого в г. Москве[13].
- 2011 — Народный художник Российской Федерации (19 мая 2011 года) — за большие заслуги в области изобразительного искусства[14].
- 2014 — Благодарность Правительства Российской Федерации (20 марта 2014 года) — за большой вклад в создание памятника П. А. Столыпину и многолетнюю творческую деятельность[15].
- 2020 — Медаль ордена «За заслуги перед Отечеством» II степени (21 августа 2020 года) — за большой вклад в организацию и проведение социально важных, общественно значимых мероприятий[16].
- 2024 — Медаль «В ознаменование 15-летия победы в Отечественной Войне народа Южной Осетии» (24 августа 2024 года, Южная Осетия) — за вклад в развитие международного сотрудничества и в связи с празднованием дня признания независимости Республики Южная Осетия[17].
- 2024 — Орден Андрея Иконописца III степени (Русская Православная Церковь)[18].

## Критика
Салават Щербаков неоднократно критиковался за исторические несоответствия. Так на памятнике «Прощание славянки» на столбе Великой Отечественной войны была изображена немецкая винтовка Mauser 98k. На монументе Александру I в Александровском саду среди пушек, мушкетов и сабель XIX века замечены пламегаситель и прицел автомата Калашникова. На Памятнике Калашникову была изображена схема сборки немецкой штурмовой винтовки StG 44.
На двух барельефах памятника-стелы «Город воинской славы», установленном в городе Туапсе, ошибки: изображение самолёта ТБ-7 (Пе-8), на самом деле никогда не применявшемся в ходе Туапсинской оборонительной операции и строительство Агойского аэродрома из бетонных плит. На самом деле аэродром был грунтовым.

## Семья
- Женат, имеет двоих детей и четырёх внуков.